# La Joueuse d'orgue (film, 1925)
Pour les articles homonymes, voir La Joueuse d'orgue.
Pour plus de détails, voir Fiche technique et Distribution.
La Joueuse d'orgue est un film français réalisé par Charles Burguet et sorti en 1925.

## Fiche technique
- Réalisation : Charles Burguet, assisté de Fernand Lefebvre
- Scénario : Xavier de Montépin d'après une de ses nouvelles
- Photographie : Albert Cohendy, Jéhan Fouquet
- Directeur de production : Fernand Lefebvre
- Société de production : Burguet
- Format : Noir et blanc - Muet - 1,33:1 - 35 mm
- Genre : Drame
- Date de sortie : 
  - France : 7 juillet 1925

## Distribution
- Marcel Girardin
- Camille Bardou : Grivault
- René Blancard : Henri Savane
- Régine Bouet : Aline
- Eugénie Buffet : Véronique
- Juanita de Frézia : Madame Vernières
- Régine Dumien : Marie enfant
- Andrews Engelmann
- Paul Escoffier : Docteur O'Brien
- Jean Garat : Richard Vernières
- Émile Girardin
- Paul Ollivier : Gabriel Savane
- Paul Valbret
- Edmond Van Daële : Robert Vernières
- Renée van Delly : Marie
- Yvonneck : Magloire